# جزيرة السندباد
جزيرة السندباد تقع في وسط شط العرب، قرب ملتقى نهر كرمة علي، بالقرب من مطار البصرة القديم، وفندق شط العرب العريق في بنائه.
المسافة بين مركز مدينة البصرة وجزيرة السندباد تتطلب لقطعها نصف ساعة بالسيارة ويفصلها عن المدينة جسر عملاق هو جسر خالد الذي دمر في حرب الخليج الثانية.
في سبعينيات القرن الماضي، كانت جزيرة السندباد مقصد سياحة محلية وخليجية واسعة. ولكن بعد حرب الخليج الثانية تدمرت اغلب المنشأت السياحية والفندق فيه، ولم يتبق منها اليوم سوى نخلات وشجيرات محاصرة بمنازل «المتجاوزين».